# Kristin Asbjørnsen

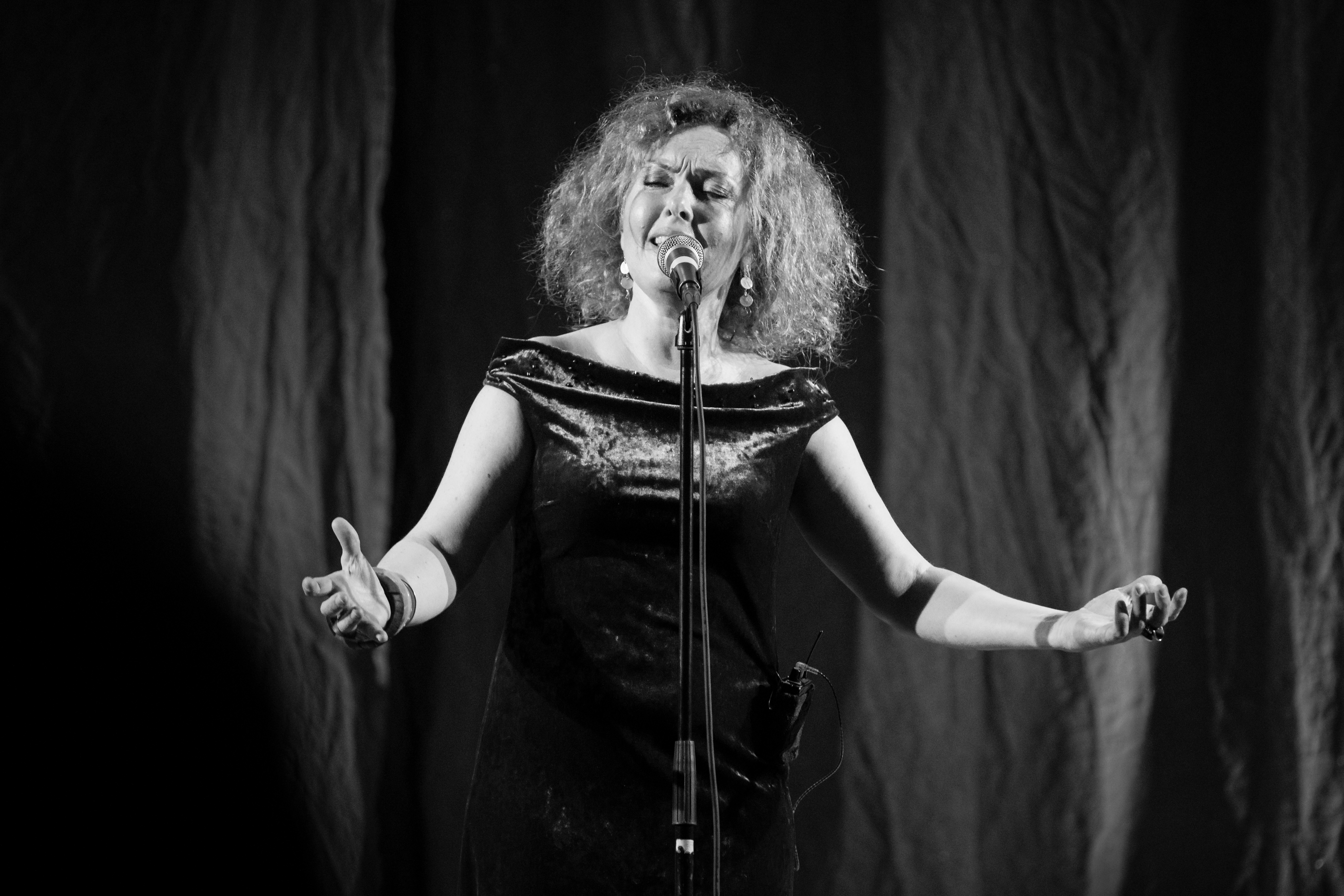
Kristin Asbjørnsen (2019)
Bild: Tore Sætre

Kristin Asbjørnsen (* 12. Mai 1971) ist eine norwegische Sängerin und Komponistin.

## Biographie
Kristin Asbjørnsen wurde am Trondheimer Konservatorium zur Jazz-Sängerin ausgebildet. Sie wurde bekannt als Sängerin der Jazz-Rock-Band Dadafon, für die sie auch als Komponistin tätig ist. Zunächst wurden die Alben von Dadafon nicht im deutschsprachigen Raum veröffentlicht, erst das Album Lost Love Chords aus dem Jahr 2005 kam auch in Deutschland in den Handel.
Neben ihrer Tätigkeit bei Dadafon ist Asbjørnsen Mitglied der Formationen Kvitretten und Krøyt. 2004 sang sie auf dem Album Seafarer's Song des norwegischen Musikers und Autoren Ketil Bjørnstad, welches auch in Deutschland veröffentlicht wurde. Mit dem Soundtrack zu dem Film Factotum von Bent Hamer veröffentlichte Asbjørnsen 2006 ihr erstes Soloalbum.

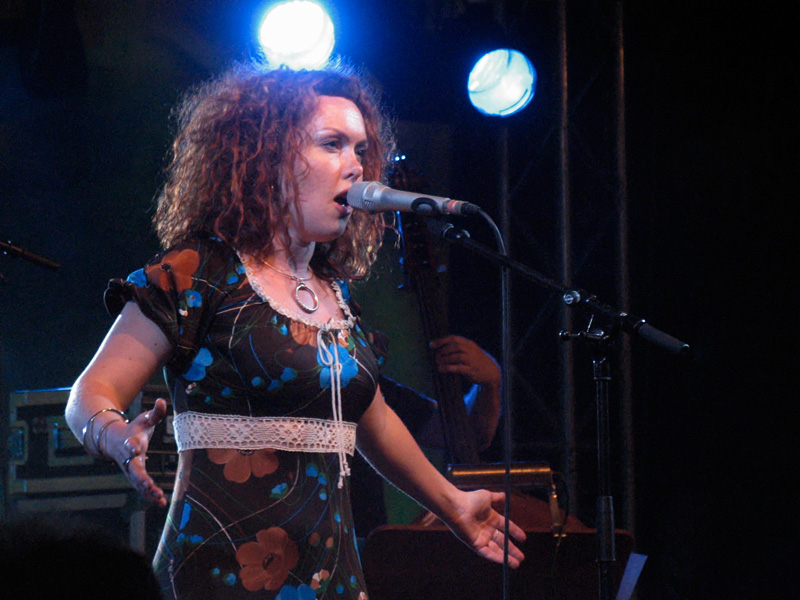
Kristin Asbjørnsen, Moers Festival 2004

## Projekte

### Bandprojekte

#### Dadafon
Die Band wurde 1995 unter dem Namen Coloured Moods (dt. Farbige Stimmungen) gegründet und im Jahr 2000 in Dadafon umbenannt. Die Musik der Band ist eine Mischung aus Jazz, Rock und Popmusik, häufig gemischt mit Elementen afrikanischer Musik. Bisher waren Dadafon kommerziell wenig erfolgreich, werden jedoch von den Kritikern hoch gelobt und genießen derzeit den Status eines „Geheimtipps“. Das erste Album der Band mit dem Titel Coloured Moods wurde 1995 veröffentlicht, das aktuelle Album Lost Love Chords 2005. Derzeit besteht die Band neben Asbjørnsen aus Jostein Ansnes (Gitarre, Gesang), Øyvind Engen (Cello, Klavier), Eirik Øien (Bass, Kornett) und Martin Langlie (Schlagzeug, Keyboard).

#### Kvitretten
Kristin Asbjørnsen trat 1994 dem 1991 gegründeten Vokalensemble Kvitretten bei, welches seit 1997 aus dem Quartett der Sängerinnen Kristin Asbjørnsen, Tone Åse, Solveig Slettahjell und Eldbjørg Raknes besteht.
Mit Eigenkompositionen und zeitgenössischen Stücken norwegischer Jazzmusiker treten sie in Skandinavien und Deutschland bis 2002 in vielen Konzerten auf. Das erste Album Voices wurde 1996 veröffentlicht und brachte der Gruppe eine Nominierung für den norwegischen Medienpreis Spellemannprisen ein. Im Jahr 2002 veröffentlichten Kvitretten ihr vorerst letztes Album mit dem Titel Kloden er en snurrebass som snurrer oss in Zusammenarbeit mit dem norwegischen Dichter Torgeir Rebbolledo Pedersen.

#### Krøyt
Zusammen mit Øyvind Brandtsegg und Thomas T. Dahl bildete Asbjørnsen die 1993 gegründete Rockjazzband Krøyt. Die Band spielte erfolgreich auf Festivals in Skandinavien, Frankreich, Deutschland und den USA. 1997 veröffentlichten sie ihr erstes Album Sub. Für das Album Low erhielten sie 2000 den Spellemannprisen. 2001 veröffentlichten sie ihr letztes Album One Heart is too Small. Krøyt spielte mit diversen anderen Formationen zusammen, darunter das schwedische Fleshquartet und das norwegische Streichquartett Vertavo. 2005 trat die Band mit dem schwedischen Cellisten Svante Henryson auf.

### Soloprojekte
Neben ihrer Tätigkeit bei den 3 Bands geht Asbjørnsen auch immer wieder eigene Wege. 2004 war sie neben Nils Petter Molvær und Eivind Aarset auf dem Album Seafarer's Song des norwegischen Autoren und Pianisten Ketil Bjørnstad zu hören.

#### Soundtrack
Zu dem Film Factotum des norwegischen Regisseurs Bent Hamer wurden zunächst zwei Titel auf dem Dadafon-Album Lost Love Chords veröffentlicht. Anfang 2006 veröffentlichte Asbjørnsen unter eigenem Namen den Soundtrack zum Film, für den sie bereits 2005 in Norwegen den Preis für die beste Filmmusik erhielt.

#### Spirituals
Aufgewachsen als Pfarrerstochter kam Kristin Asbjørnsen bereits in ihrer Kindheit mit Musik religiöser Prägung in Berührung. Im Alter von elf schenkte ihr ihr Vater eine Musikkassette mit dem Titel Feelin' Spirit, auf der die norwegische Sängerin Marit Carlsen afro-amerikanische Spirituals interpretierte. Jahre später lernte sie kurz vor deren Tod 1990 die aus Chicago stammende Sängerin Ruth Reese kennen. Reese, die bereits seit 1960 in Norwegen lebte, unterrichtete sie und vermachte ihr ein umfangreiches Songbook größtenteils unbekannter Spirituals.
Für das im Herbst 2006 veröffentlichte Album Wayfaring Stranger arrangierte Asbjørnsen verschiedene Spirituals aus diesem Songbook von Reese. Mit diesem Programm trat die Sängerin bereits 1998 mit dem Pianisten Tord Gustavsen auf. Für das Album spielte sie die Titel mit Jostein Ansnes, mit dem sie auch bei Dadafon zusammenarbeitet, Jarle Bernhoft und Anders Engen ein. Das Album wurde ab September 2007 auch außerhalb Norwegens vertrieben.

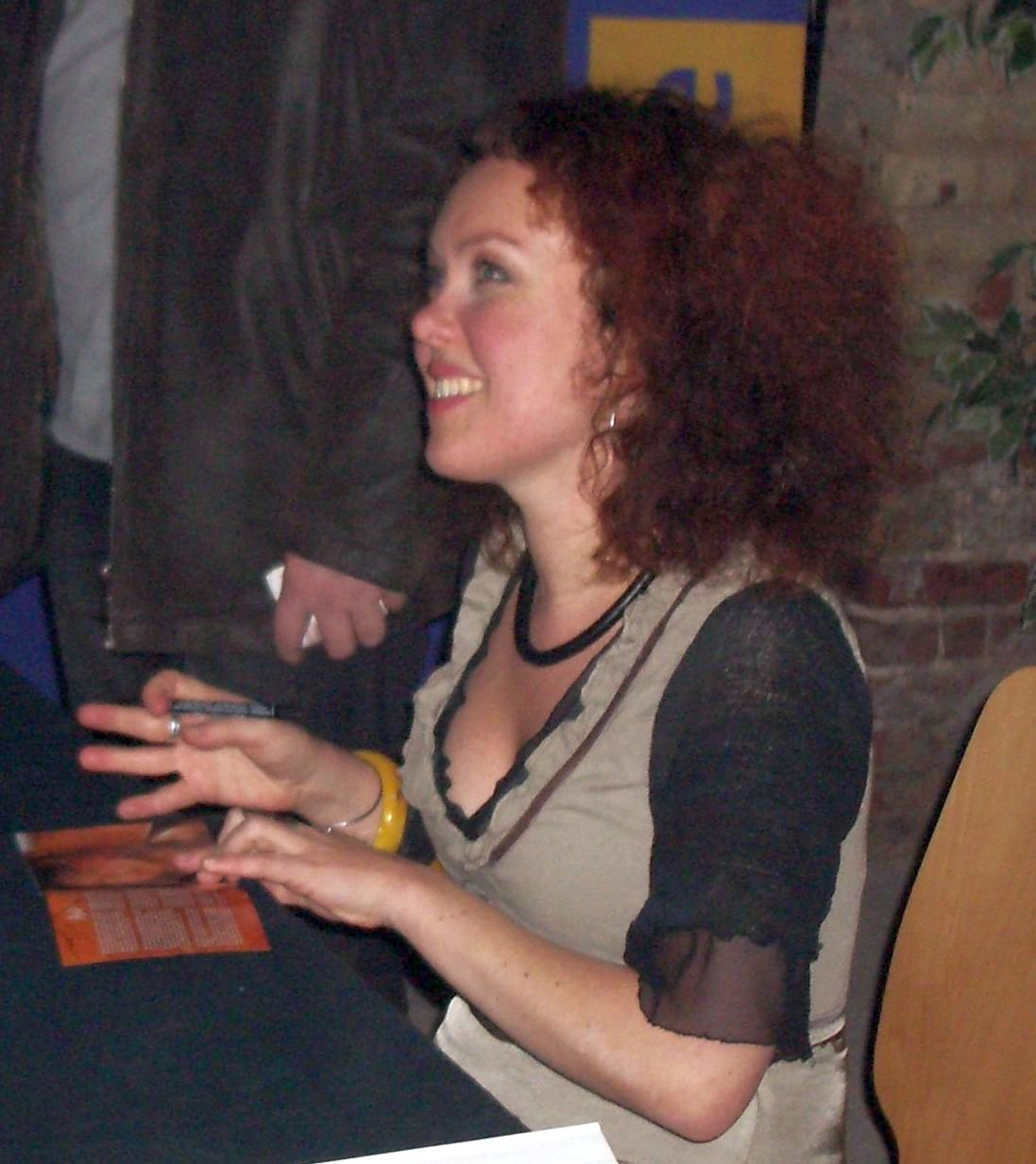
Kristin Asbjørnsen (nach ihrem Auftritt beim Jazzfestival St. Ingbert 2008)

## Diskografie
Soloaufnahmen:
- 2006 Factotum (Soundtrack zum Film Factotum von Bent Hamer)
- 2006 Wayfaring Stranger
- 2009 The Night Shines Like the Day
- 2013 I'll Meet You in the Morning
- 2018 Traces Of You

Mit Dadafon:
- 1998 Coloured Moods (noch unter dem Bandnamen Coloured Moods)
- 2001 And I Can't Stand Still
- 2002 Release Me (EP)
- 2002 Visitor
- 2004 Harbour
- 2005 Lost Love Chords

Mit Kvitretten:
- 1996 Voices
- 1999 Everything Turns
- 2002 Kloden er en snurrebass som snurrer oss

Mit Krøyt:
- 1997 Sub
- 1999 Low
- 2001 Body Electric
- 2001 One Heart is too Small

Mit dem Tord Gustavsen Ensemble
- 2009 Restored, Returned (ECM)

Sonstige Aufnahmen:
- 2004 Seafarer's Song (von Ketil Bjørnstad)